# Sadok

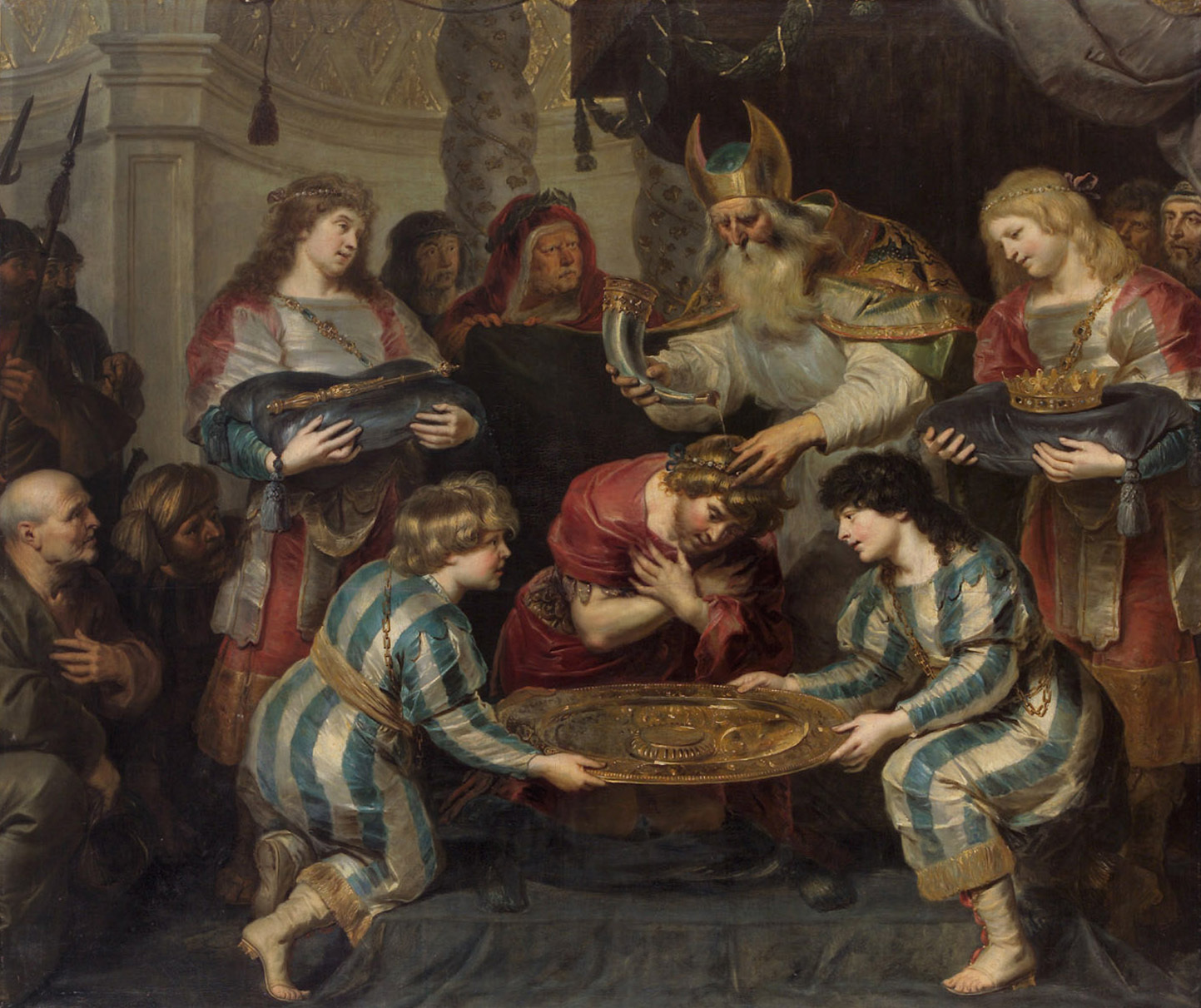
Sadok zalft Salomo tot koning van Israël

Sadok (Hebreeuws: צָדוֹק, ṣādōq) was volgens de Hebreeuwse Bijbel een hogepriester van de Israëlieten tijdens koning David en Salomo (2 Samuel 20:25; 1 Koningen 4:2,4); volgens de Bijbelse chronologie was dit in de 10e eeuw v.Chr.
Sadok was de zoon van Achitub, een priester die afstamde van Aärons zoon Eleazar (2 Samuel 8:17; 1 Kronieken 12:28). Hij wordt voor het eerst in de Hebreeuwse Bijbel genoemd toen hij zich aansloot bij David in Hebron en hij werd mogelijk op hetzelfde moment tot leider van de Levieten benoemd (1 Kronieken 12:27-28; 27:17).
Toen Davids zoon Absalom in opstand kwam tegen David, wilden Sadok en de Levieten met David Jeruzalem verlaten om de ark van het verbond in veiligheid te brengen. David spoorde hen echter aan om in Jeruzalem te blijven omdat ze hem daar beter van dienst konden zijn. De zoon van Sadok, Achimaäs, kreeg van David de taak om boodschappen over te brengen van Jeruzalem naar zijn kamp (2 Samuel 15:25-29).
Sadok moest de hogepriesterlijke waardigheid gedurende een groot deel van Davids regeerperiode delen met Abjatar, een andere priester. Kort voor Davids dood echter raakte Abjatar betrokken bij een complot van Joab, opperbevelhebber van Israëls legers, om Davids zoon Adonia tot koning te laten zalven. Dit was tegen de wens van David, die Salomo had voorbestemd om koning te worden. Om Adonia's machtsgreep te verijdelen, werd Salomo in opdracht van David door Sadok en Natan tot koning gezalfd (1 Koningen 1:39). Hierna werd Abjatar van zijn hogepriesterschap beroofd en Sadok werd de enige hogepriester (1 Koningen 2:27,35; 1 Kronieken 29:22). De nakomelingen van Sadok zouden tot de val van Jeruzalem in 586 v.Chr. het ambt van hogepriester bekleden.

## Sadduceeën
De sadduceeën waren mogelijk naar een andere Sadok vernoemd dan de hogepriester waar dit artikel over gaat, namelijk naar de Sadok die samen met Boëthus werd onderwezen door Antigonus van Socho, die aan de periode van de Zugot voorafging.

## Muziek
Georg Friedrich Händel schreef in 1727 de hymne Zadok the Priest, die een vast onderdeel is geworden van het muzikaal repertoire tijdens de kroning van de Britse monarch. De hymne verwijst naar de zalving van Salomo door Sadok, een verwijzing die al werd gedaan in de kroningsrite sinds de kroning van koning Edgar in 973.